# Certosa di San Martino
A Certosa di San Martino (Szent Márton karthauzi kolostor) egykori kolostor, ma egy múzeum Nápolyban. A város egyik jól látható építménye, a Vomero-domb tetején.

## Története
A karthauzi kolostort 1368-ban alapították I. Johanna uralkodása idején. Szent Márton tours-i püspöknek ajánlották. A 16. század első felében kibővítették. 1623-ban, a Cosimo Fanzago által felügyelt bővítés során nyerte el mai barokk formáját. A 18. század első felében, a francia uralom ideje alatt a kolostort bezárták. Ma múzeum található benne a spanyol- és Bourbon-kori királyság emlékeivel. Ugyanakkor Krisztus születésének egy világhírű ábrázolása is látható itt.

## Látnivalók

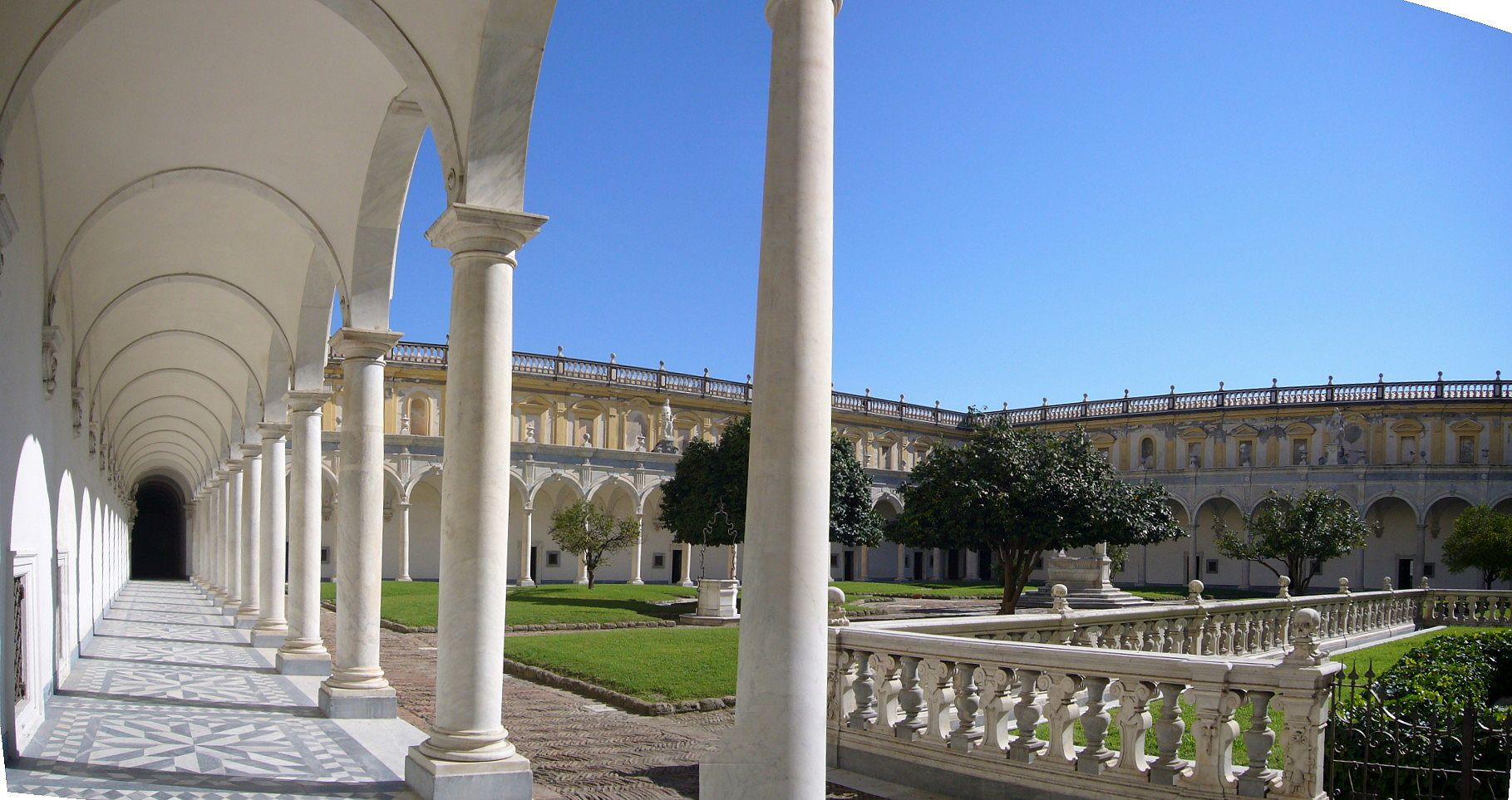
Chiostro grande

Különböző nagyságú három kolostorudvara megőrizte eredeti alaprajzát és a későbbi átépítések idejének ízlését. A bejáratnál lévő kisebb, loggiás és portikuszos kolostorudvar, a Chiostrino dei Procuratori dísze az 1605-ben épült kút. Az épületkomplexum másik oldalán van a nagy 16. századi kolostorudvar, a Chiostro grande. A kolostor ebédlőterme melletti piciny kis barokk oszlopos udvar a tervezője után elnevezett Chiostro del Fanzago.

## Múzeum
A látnivalók három csoportba vannak gyűjtve:
- történeti gyűjtemény: Nápoly régi térképeit, történelmi témájú festményeket mutat be, azonkívül ide tartozik a hajó- és kocsi-múzeum, valamint a helyi népviseletet és népszokásokat bemutató gyűjtemény
- művészeti gyűjtemény: itt kaptak helyet a város lebontott épületeiből átmenekített festmények, szobrok és egyéb műtárgyak
- a kolostor gyűjteménye: a kolostor régi helyiségeit mutatja be, eredeti bútorzattal, díszítésekkel.